# Özkonak, Varto
Özkonak là một xã thuộc huyện Varto, tỉnh Muş, Thổ Nhĩ Kỳ. Dân số thời điểm năm 2011 là 221 người.